# Brigade rapide d'intervention
Pour les articles homonymes, voir BRI.
Ne doit pas être confondu avec Brigade de recherche et d'intervention ou Brigade d’intervention rapide.
Les Brigades Rapides d'Intervention (BRI) ont été, de 1967 à 2015, des unités de la Gendarmerie nationale française. Elles étaient déployées sur le réseau autoroutier français. Il y a eu jusqu'à 55 de ces unités.
Les brigades rapides d'intervention ont été intégrées aux pelotons autoroute (PA) ou pelotons motorisés (PMO) en tant qu'Équipes rapides d'intervention (ERI).

## Historique

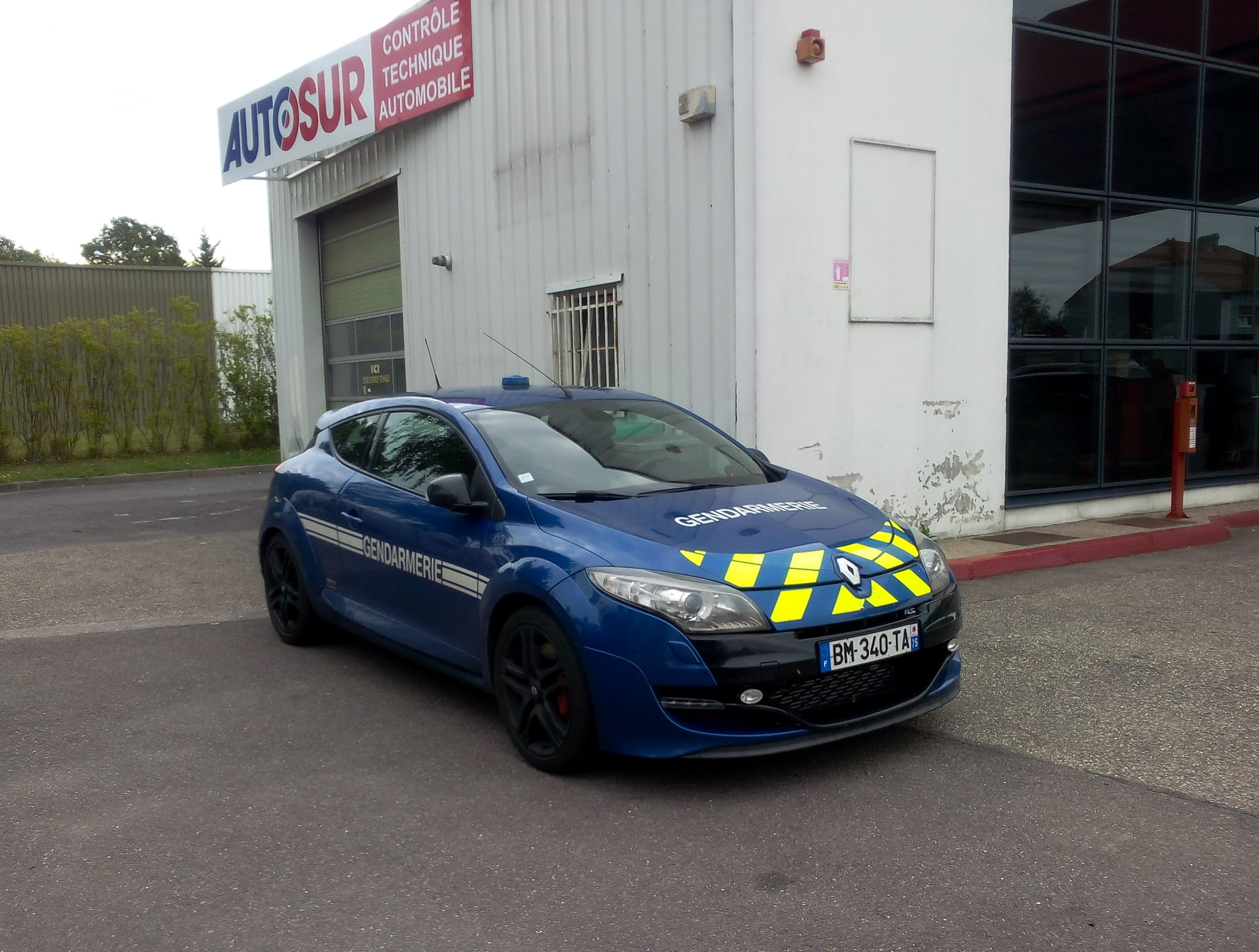
Mégane RS de la BRI en 2015

L'histoire des unités d'autoroute de la Gendarmerie nationale française, et a fortiori des BRI, est indissociable de l'histoire des autoroutes françaises.
En 1963, il est décidé que la police aura la charge des autoroutes de dégagement (urbaines et suburbaines) et la gendarmerie celle des autoroutes de liaison (en général concédées). Il apparaît rapidement que les unités existantes ne sont pas adaptées à la surveillance de ces axes et, le 1er décembre 1963, un peloton motocycliste est créé à Reventin-Vaugris (Rhône-Alpes). Il a compétence sur un tronçon de 20 km existant alors entre Vienne et le péage de Roussillon. Une autre unité est créée suivant le même modèle le 1er juillet 1965 sur le tronçon reliant Saint-Uze à Valence.
En 1966, ces unités prennent le nom de pelotons de gendarmerie d'autoroute (PGA) et, 1er mai de la même année, le PGA de Nemours est créé. C'est là que sont menées – dans le même temps - les expérimentations sur l'emploi de véhicules rapides.
Entre avril et mai 1966 les gendarmes du PGA de Nemours testent une Alpine Renault et une Matra Djet. À l'époque les limitations de vitesse étaient quasiment inexistantes. Les règles actuelles[Quand ?] sont apparues dans les années 1970.
L'acte de naissance des BRI est une circulaire datée du 7 février 1967 qui définit l'organisation des unités d'autoroute. Cette organisation reprend celle des sociétés concessionnaires.
Les pelotons d'autoroute correspondent au district autoroutier (une soixantaine de kilomètres).
Les Escadrons d’autoroute regroupent plusieurs pelotons. Ils correspondent aux directions régionales qui regroupent plusieurs districts.
Les BRI, chacune avec un effectif d'un gradé et de cinq gendarmes, sont placées sous l'autorité du commandant d'Escadron.
Leur principale mission est de renforcer et de compléter la surveillance des PA sur le secteur de l’escadron. Elles sont chargées de la mise en œuvre des véhicules rapides. L'accent est mis sur l'action préventive des véhicules rapides par une présence visible au sein des courants de circulations.
En juillet 1967 les groupements d'autoroute sont créés qui regroupent plusieurs escadrons et sont implantés au niveau des directions d'exploitations.
À la fin des années 1960 il existe cinq BRI : Ablis (Île-de-France), Beaune (Bourgogne), Le Luc (Provence-Alpes-Côte d'Azur), Roye (Picardie) et Valence (Rhône-Alpes).
La chaîne de commandement spécifique à la gendarmerie d'autoroute va se développer en même temps que le réseau. Calquée sur celui-ci, elle ne suit pas les divisions administratives traditionnelles (comme les limites des départements).
Elle va perdurer jusqu'en 1999.
Il est alors décidé que toutes les unités de gendarmerie spécialisées dans la police sur la route (sur l'autoroute et hors de l'autoroute) d'un même groupement (département) seront réunies sous l'autorité d'un seul officier : le commandant de l'Escadron départemental de sécurité routière (EDSR).
En janvier 2015, les BRI sont dissoutes et ses unités rattachées à des pelotons d'autoroute ou des pelotons motorisés.
Les BRI font alors partie des Pelotons Motorisés ou des Pelotons d'Autoroute, et sont désormais nommées ERI pour Équipe Rapide d'Intervention.

## Missions
Les missions des BRI sont principalement :
- la lutte contre la délinquance ;
- la lutte contre l'insécurité routière ;
- les escortes et les transports rapides.

## Implantation
En France, la Gendarmerie nationale a la charge de la surveillance de la majeure partie du réseau routier et autoroutier.
Au sein de chaque Groupement (département) cette mission est dévolue à l'Escadron départemental de sécurité routière (EDSR).
Le commandant de l'EDSR a sous son autorité toutes les unités dont la mission principale est la police sur la route :
- les brigades motorisées, composées exclusivement de motocyclistes, sont axées sur la surveillance du réseau national et départemental ;
- les pelotons motorisés, unités mixtes (non uniquement composées de gendarmes motocyclistes) chargées de la surveillance et des interventions sur les axes autoroutiers et secondaires;
- les pelotons d'autoroute, unités mixtes (non uniquement composées de gendarmes motocyclistes) chargées de la surveillance et des interventions en milieu autoroutier ;
- les brigades rapides d'intervention (jusqu'en 2015).